# Bad Boll
Bad Boll, innan 31 maj 2007 enbart Boll, är en kommun i Landkreis Göppingen i regionen Stuttgart i Regierungsbezirk Stuttgart i förbundslandet Baden-Württemberg i Tyskland.
Kommunen ingår i kommunalförbundet Raum Bad Boll tillsammans med kommunerna Aichelberg, Dürnau, Gammelshausen, Hattenhofen och Zell unter Aichelberg.